# Lunapark (kniha)
Lunapark (anglicky Joyland) je jedním z románů Stephena Kinga. V angličtině vyšel v roce 2013, do češtiny byl přeložen Lindou Bartoškovou a ještě téhož roku byl vydán nakladatelstvím BETA-Dobrovský. Román byl s upravenou obálkou vydán ještě v roce 2020. Příběh se odehrává v malém městě v Severní Karolíně v roce 1973.

## Děj
Děj románu sleduje příběh jednadvacetiletého vysokoškoláka Devina Jonese, který hledá vhodnou brigádu na léto, aby měl peníze na studium a na život se svou přítelkyní, kterou hluboce miluje. Vztah však začne skřípat a dívka se s Devinem rozchází, což mu zlomí srdce. Proto je rozhodnut udělat velký krok do neznáma a trochu si odpočinout od života, jak ho doposud znal. Příznačně narazí na inzerát nabízející práci v zábavním parku zábavním parku na maloměstě v Severní Karolíně. Devin se rozhodne na inzerát odpovědět, následně je přijat a vydává se na léto pracovat právě u kolotočů. V příběhu tedy čtenář skrze autora nahlédnout pod pokličku běžných životů světských a společně s protagonistou se pomalu dostat do jejich kolektivu. Následuje řada malých i velkých momentů, kdy se Devin snaží získat důvěru ostatních pracujících v zábavním parku a po nějaké době svého působení je obeznámen s tragédií, jež se v Lunaparku před nějakou dobou stala. Onou tragédií byla vražda mladé ženy v domě hrůzy, jejíž vrah nikdy nebyl dopaden. Parkem navíc kolují zvěsti, že duch zavražděné ženy je stále přítomen a zjevuje se vystrašeným návštěvníkům. 
Kniha mezi ostatními Kingovkami patří mezi ty kratší a kromě hlavní zápletky má čtenář možnost sledovat vývoj charakteru postav, jejich vztahů či jejich hledání sama sebe. Kolotočářský způsob života je zde věrně převeden včetně reálného slangu, který King často doplňuje. Jak už to bývá u autora zvykem, příběh z počátku působí mile, nostalgicky a takřka bezstarostně, avšak od druhé poloviny knihy se děj začne lámat do detektivního hororu s prvky nadpřirozena. Autor obvykle nepíše krimi příběhy, horory jsou u něho častější, proto je tato kniha změnou, která si i přes neobvyklý žánr zachovává většinu Kingova autorského rukopisu – dlouhý úvod a seznamování s postavami, nadpřirozené prvky a strhující závěr. 

## Struktura
Kniha Lunapark je psána zpětně z pohledu staršího já hlavní postavy, které nostalgicky vzpomíná na rok 1973. Kniha není rozdělena na kapitoly a tak jediným rozdělujícím prvkem mezi segmenty textu jsou malá černá srdíčka, jež mohou symbolizovat vypravěčovo „zapomenutí“ na následující události nebo jejich záměrné vynechání. Vypravěč také často v příběhu přeskakuje, komentuje ho a předbíhá a tak dává čtenáři nápovědy ohledně dalšího vývinu děje.

## Přijetí
Boris Hokr v recenzi pro Aktuálně.cz knihu popsal jako „vražednou baladu“ a „pořádné retro“. Lunapark, ve kterém protagonista románu pracuje, je spojen s nostalgií a melancholií ztraceného mládí a lásky, kterou pomáhají vyvolávat i odkazy k hudbě 70. let (The Doors, Pink Floyd). Duchařský motiv i pátrání po vrahovi blednou v kontrastu se vzpomínkami na léto plné krásy a bolesti – melodrama, ke kterému vede téma smrti, je přitom čisté a upřímné, stylově vybroušené. Roman Bílek v časopise XB-1 ocenil, že King nepodlehl „vrozené grafomanii“ (kniha je podle něj spíše delší povídkou), a navíc dokázal skloubit hororové prvky s detektivními a nostalgii s humorem. Vytkl nicméně drobné překladatelské omyly, zejména v oblasti citací a názvů hudebních skladeb.